# Bőny
Bőny è un comune di 2 224 abitanti situato nella contea di Győr-Moson-Sopron, nell'Ungheria nordoccidentale.